# 丹羽康夫
丹羽 康夫（にわ やすお）は、日本の生物学者（分子生物学・遺伝学・植物生理学・細胞生物学）。学位は博士（理学）（名古屋大学・1991年）。静岡県立農林環境専門職大学生産環境経営学部准教授。姓の「羽」は「羽」の旧字体のため、新字体で丹羽 康夫（にわ やすお）と表記される場合もある。

## 来歴

### 生い立ち
名古屋大学に進学し、理学部の生物学科にて学んだ。1986年3月、名古屋大学を卒業した。名古屋大学卒業後はそのまま大学院に進学し、理学研究科にて学んだ。1988年3月、名古屋大学の大学院の博士前期課程を修了した。また、1991年9月には、名古屋大学の大学院の博士後期課程を満了した。同年、博士（理学）の学位を、名古屋大学から授与された。なお、大学院在学中の1990年4月より、日本学術振興会の特別研究員となっている。

### 研究者として
1991年10月、静岡県立大学に採用され、大学院の生活健康科学研究科にて助手に就任した。また、1993年8月より、アメリカ合衆国のマサチューセッツ総合病院にて客員研究員、2004年3月より、スイスのスイス連邦工科大学にて客員研究員を兼任した。2005年9月からは、浜松大学の健康プロデュース学部にて、講師を非常勤で兼任した。なお、本務である静岡県立大学においても、2000年4月より学内講師として講義を担当していた。2007年4月、静岡県立大学大学院にて、生活健康科学研究科の助教に就任し、主として食品栄養科学専攻の講義を担当した。また、同年4月より、静岡県農林技術研究所の共同研究員を兼任した。2008年9月からは静岡大学理学部にて、2011年11月からは静岡大学大学院農学研究科にて、それぞれ非常勤講師を兼任した。
2012年4月、静岡県立大学大学院に新設された食品栄養環境科学研究院にて助教に就任し、主として薬食生命科学総合学府の食品栄養科学専攻の講義を担当した。また、食品栄養科学部の助教も兼務し、主として食品生命科学科の講義を担当した。なお、静岡県公立大学教職員組合においては、2010年より委員長を務めた。2020年3月31日、静岡県立大学の助教を退任した。同年4月、新設された静岡県立農林環境専門職大学に採用され、生産環境経営学部の准教授に就任し、主として生産環境経営学科の講義を担当する。2024年4月より教授。

## 研究

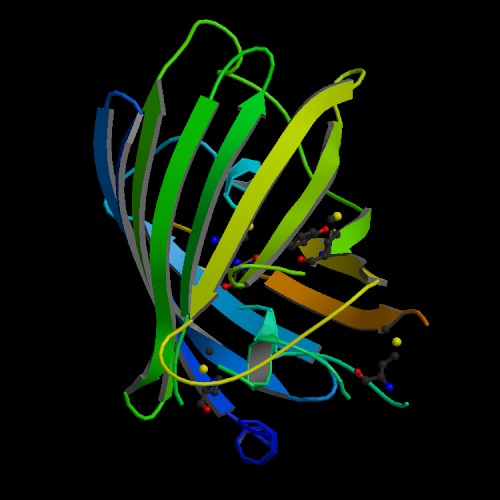
緑色蛍光蛋白質の構造

専門は生物学であり、特に分子生物学、遺伝学、植物生理学、細胞生物学といった分野の研究に取り組んでいる。具体的には、チャノキやシロイヌナズナを取り上げ、その葉緑体の分化制御の研究に従事している。また、温室メロン、柑橘類、花卉類などを取り上げ、それらの植物の香りの遺伝子についての研究に従事していた。そのほか、イズユリや、静岡県静岡市清水区などで栽培されていた「折戸なす」などを取り上げ、それらの植物の系統解析に従事していた。なお、静岡市役所の経済局商工部経済事務所大御所四百年祭推進室が編纂した『徳川家康と駿府大御所時代――図録・博物館』においては、折戸なすについてDNA型鑑定の結果など遺伝学的な見地からの論考を執筆している。
分子生物学的な見地からの植物の分析において緑色蛍光蛋白質の活用を推進してきたが、その功績は高く評価されている。2001年度には、「植物GFPの改良とその利用法の開発に関する研究」に対して、日本植物細胞分子生物学会奨励賞が授与されている。また、2005年9月には、長年にわたる「植物分子生物学における緑色螢光タンパク質の開発・普及に対して」、日本植物学会特別賞が授与されている。そのほか、中川強らと共同執筆した論文を『Bioscience, Biotechnology, and Biochemistry』にて発表したが、この論文が評価されBBB論文賞が授与されている。同じく中川らと共同執筆した論文を『Journal of Bioscience and Bioengineering』に発表したが、この論文が評価され日本生物工学論文賞が授与されている。
学術団体としては、日本植物生理学会、日本植物学会、日本植物細胞分子生物学会、日本分子生物学会、日本遺伝学会、アメリカ植物生物学会、実験動物学会などに所属する。

## 略歴
- 1986年 - 名古屋大学理学部卒業。
- 1988年 - 名古屋大学大学院理学研究科博士前期課程修了。
- 1990年 - 日本学術振興会特別研究員。
- 1991年 - 名古屋大学大学院理学研究科博士後期課程満了。
- 1991年 - 静岡県立大学大学院生活健康科学研究科助手。
- 1993年 - マサチューセッツ総合病院客員研究員。
- 2000年 - 静岡県立大学大学院生活健康科学研究科講師。
- 2004年 - スイス連邦工科大学客員研究員。
- 2005年 - 浜松大学健康プロデュース学部講師。
- 2007年 - 静岡県立大学大学院生活健康科学研究科助教。
- 2007年 - 静岡県立大学食品栄養科学部助教。
- 2007年 - 静岡県農林技術研究所共同研究員。
- 2008年 - 静岡大学理学部講師。
- 2010年 - 静岡県公立大学教職員組合委員長。
- 2011年 - 静岡大学大学院農学研究科講師。
- 2012年 - 静岡県立大学大学院食品栄養環境科学研究院助教。
- 2020年 - 静岡県立農林環境専門職大学生産環境経営学部准教授。

## 賞歴
- 2001年 - 日本植物細胞分子生物学会奨励賞。
- 2005年 - 日本植物学会特別賞。
- 2007年 - BBB論文賞。
- 2008年 - 日本生物工学論文賞。

## 著作

### 分担執筆等
- 宮脇敦史編『GFPとバイオイメージング――蛍光タンパク質の発現と検出の基本から生体機能の可視化まで』羊土社、2000年。ISBN 4897069343
- 伊勢村護監修『茶の効能と応用開発』シーエムシー出版、2006年。ISBN 4882315483
- 林純一ほか編『二層膜オルガネラの遺伝学』共立出版、2006年。ISBN 4320056361
- 木苗直秀編著『健康と長寿への挑戦――食品栄養科学からのアプローチ』南山堂、2006年。ISBN 4525634014
- 静岡市経済局商工部経済事務所大御所四百年祭推進室編『徳川家康と駿府大御所時代――図録・博物館』静岡市経済局商工部経済事務所大御所四百年祭推進室、2008年。

## 関連人物
- 伊勢村護
- 木苗直秀
- 小林裕和 (生物学者)